# Terezie Brzková
Terezie Brzková, rozená Jelínková (11. ledna 1875 Kolín – 19. listopadu 1966 Praha), byla česká herečka.

## Životopis
Pocházela z herecké rodiny. Její otec Vilém Jelínek byl ředitel kočovné herecké společnosti. Herečkami byly také její sestry Otýlie Beníšková, Marie Spurná a Hana Vojtová, manželka Aloise Vojty-Jurného a nevlastní matka Jaroslava Vojty. Jejím prvním manželem se stal herec Josef Brzek (1867–1917), druhým pak ředitel kočovné herecké společnosti Václav Zejfert (†1938, psán též Zeifert). Ztvárnila velké množství divadelních rolí, skutečně se proslavila ale až svými rolemi filmovými. Ve filmu začala hrát až po odchodu do důchodu; její první filmovou rolí byla role Anny ve filmu režiséra Otakara Vávry Kouzelný dům z roku 1939, kterou ztvárnila ve svých 64 letech.
Během své divadelní dráhy hrála v několika hereckých společnostech a divadlech. Začínala v divadelní společnosti svých rodičů, pokračovala v letech 1895 až 1898 ve společnosti K. Kaňkovského, následně tři roky u J. Drobného, v letech 1901 až 1906 u společnosti Zöllnerových. Sezónu 1906/1907 strávila ve Východočeském divadle. V letech 1914 až 1919 hrála na scéně Národního divadla v Praze, v letech 1919 až 1927 v divadelní společnosti svého druhého manžela Václava Zejferta a divadelní hereckou dráhu ukončila v roce 1939 po delším působení v Městském divadle v Plzni . Zde také v roce 1938 ztělesnila titulní roli v Portově dramatizaci novely Boženy Němcové Babička. V této inscenaci podávala vysoce hodnocený herecký výkon, jenž jí přinesl roli babičky ve stejnojmenném filmu režiséra Františka Čápa z roku 1940. Celkem hrála asi ve 40 českých filmech.
V roce 1955 jí byl propůjčen čestný titul zasloužilá umělkyně. V roce 1961 natočil Martin Frič s herečkou dokumentární film Zasloužilá umělkyně Terezie Brzková. Herečka je pohřbená v Praze na Vyšehradském hřbitově.
Její vlastní vnučkou byla Ivana Tigridová (1925–2008), manželka Pavla Tigrida.

## Divadelní angažmá a role (výběr)
- Východočeské divadlo v Pardubicích, 1906/1907
- Městské divadlo v Plzni, 1907–1914 a 1927–1939
  - babička (dramatizace podle knihy Boženy Němcové Babička), 1938
- Národní divadlo v Praze, 1914–1919 a jako host (1943, 1947)
  - Runa (Julius Zeyer: Radúz a Mahulena)
  - chalupnice Černá (František Xaver Svoboda: Směry života)
  - babka (Alois Jirásek: Lucerna)

## Filmografie, výběr
- Kouzelný dům (Anna), 1939
- Babička (babička), 1940

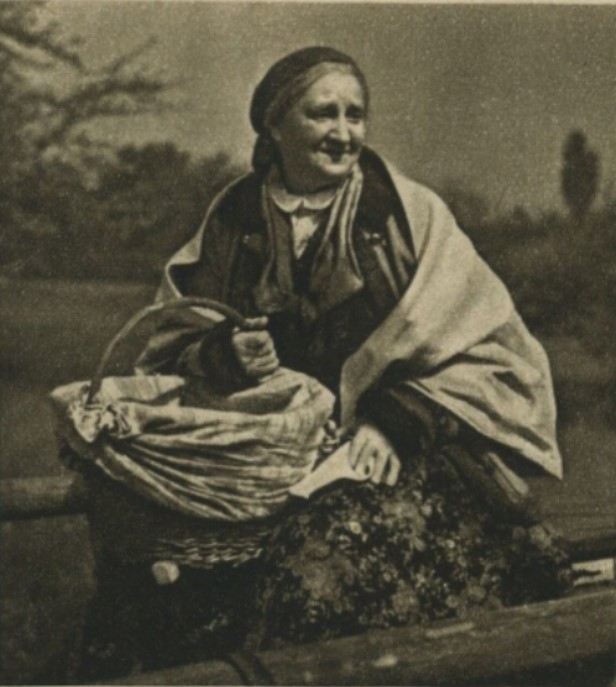
Terezie Brzková ve filmu Babička

- Poslední podskalák (hospodyně Běta), 1940
- Preludium (babička), 1941
- Roztomilý člověk (Dvořáková), 1941
- Barbora Hlavsová (Barbora Hlavsová), 1942
- Mlhy na blatech (babička), 1943
- Skalní plemeno (matka), 1943
- Tanečnice (hospodyně Háta), 1943
- Děvčica z Beskyd (stará Cagulka), 1944
- Kluci na řece (paní Magdaléna), 1944
- Počestné paní pardubické (hraběnka), 1944
- Černí myslivci (1945)
- V horách duní (Řebounová), 1946
- Alena (Háta), 1947
- Čapkovy povídky (starostová), 1947
- Předtucha (Cilka), 1947
- Uloupená hranice (Srbková), 1947
- Návrat domů (Stachová), 1948
- Past (vězeňkyně), 1950
- Temno (babička), 1950
- Vstanou noví bojovníci (Kolmistrová), 1950
- Malý partyzán (Berta), 1950
- Divotvorný klobouk (stařenka), 1952
- Pyšná princezna (mlynářka), 1952[2]
- Ještě svatba nebyla (Durajová), 1954
- Byl jednou jeden král… (stařenka), 1954[2]
- Jan Žižka (stařenka), 1955
- Jurášek (Vojtová), 1956
- Proti všem (stařenka), 1956
- Roztržka (Dvořáková), 1956
- Hry a sny (babička ve 2. povídce), 1958
- Princezna se zlatou hvězdou (babička s otýpkou dříví), 1959[2]
- Sny na neděli (babička), 1959
- Zasloužilá umělkyně Terezie Brzková (dokumentární film), 1961